# Offenbacher Fußball-Club Kickers 1901 1998-1999
Questa voce raccoglie le informazioni riguardanti l'Offenbacher Fußball-Club Kickers 1901 nelle competizioni ufficiali della stagione 1998-1999.

## Stagione
Nella stagione 1998-1999 il Kickers Offenbach, allenato da Hans-Jürgen Boysen, concluse il campionato di Regionalliga sud al 2º posto, vinse il triangolare promozione con Eintracht Treviri e Osnabrück e fu promosso in 2. Bundesliga. In Coppa di Germania il Kickers Offenbach fu eliminato al primo turno dal Wattenscheid 09.

## Rosa
| N. |                     | Ruolo | Calciatore        |
| -- | ------------------- | ----- | ----------------- |
| 1  | Germania (bandiera) | P     | René Keffel       |
| 5  | Germania (bandiera) | D     | Stefan Dolzer     |
| 28 | Germania (bandiera) | D     | Lars Meyer        |
| 6  | Germania (bandiera) | C     | Patrick Dama      |
| 10 | Germania (bandiera) | C     | Oliver Speth      |
| 11 | Germania (bandiera) | C     | Stefan Simon      |
| 14 | Turchia (bandiera)  | C     | Necip Incesu      |
| 21 | Germania (bandiera) | P     | Andreas Clauß     |
| 13 | Germania (bandiera) | P     | Thorsten Rohrbach |
| 23 | Germania (bandiera) | D     | Steven Kessler    |
| 12 | Germania (bandiera) | D     | Dubravko Kolinger |
| 4  | Germania (bandiera) | D     | Michael Köpper    |
| 29 | Germania (bandiera) | D     | Dexter Langen     |
| 24 | Germania (bandiera) | D     | Dietmar Roth      |

| N. |                     | Ruolo | Calciatore        |
| -- | ------------------- | ----- | ----------------- |
| 16 | Germania (bandiera) | C     | Stefan Ertl       |
| 3  | Germania (bandiera) | C     | Kai-Uwe Giersch   |
| 2  | Germania (bandiera) | C     | Bernd Gramminger  |
| 9  | Germania (bandiera) | C     | Michael Hartmann  |
| 7  | Germania (bandiera) | C     | Frank Kastner     |
| 14 | Germania (bandiera) | C     | Günther Maier     |
| 10 | Germania (bandiera) | C     | Tom Stohn         |
| 22 | Germania (bandiera) | C     | Thomas Winter     |
| 20 | Grecia (bandiera)   | A     | Paul Koutsoliakos |
| 8  | Germania (bandiera) | A     | Oliver Roth       |
| 19 | Germania (bandiera) | A     | Horst Russ        |
| 27 | Nigeria (bandiera)  | A     | Samuel Taubmann   |
| 18 | Germania (bandiera) | A     | Dirk Vollmar      |

## Organigramma societario
Area tecnica
- Allenatore: Hans-Jürgen Boysen
- Allenatore in seconda:
- Preparatore dei portieri:
- Preparatori atletici:
- Analisi video:

## Calciomercato

### Sessione estiva
| Acquisti | Acquisti          | Acquisti                | Acquisti |
| R.       | Nome              | da                      | Modalità |
| -------- | ----------------- | ----------------------- | -------- |
| C        | Stefan Ertl       | Kaiserslautern          |          |
| D        | Dubravko Kolinger | Karlsruhe               |          |
| D        | Michael Köpper    | Lubecca                 |          |
| D        | Dexter Langen     | Borussia M'gladbach U19 |          |
| C        | Tom Stohn         | Monaco 1860             |          |
| A        | Samuel Taubmann   | Rot-Weiß Erfurt         |          |

| Cessioni | Cessioni        | Cessioni            | Cessioni |
| R.       | Nome            | a                   | Modalità |
| -------- | --------------- | ------------------- | -------- |
| C        | Islam Ispir     | Vikt. Aschaffenburg |          |
| C        | Stefan Simm     | Schweinfurt 05      |          |
| A        | Goran Skeledžić | Darmstadt           |          |

## Risultati

### Regionalliga sud

#### Girone di andata
| Arbitro: | Frey |

|  |           |                   |
|  | Marcatori | 45’ Ertl 65’ Roth |

| Arbitro: | Kircher |

|                   |           |  |
| Russ 84’ Roth 85’ | Marcatori |  |

| 15 agosto 1998, ore 15:00 CEST 3ª giornata | FSV Francoforte | 1 – 3 | Kickers Offenbach |  |

| 21 agosto 1998, ore 19:00 CEST 4ª giornata | Kickers Offenbach | 2 – 2 | Weismain |  |

| 1º settembre 1998, ore 19:00 CEST 5ª giornata | VfR Mannheim | 0 – 0 | Kickers Offenbach |  |

| 8 settembre 1998, ore 19:30 CEST 6ª giornata | Kickers Offenbach | 3 – 0 | Neukirchen |  |

| 13 settembre 1998, ore 15:00 CEST 7ª giornata | Ditzingen | 1 – 4 | Kickers Offenbach |  |

| 18 settembre 1998, ore 19:30 CEST 8ª giornata | Kickers Offenbach | 3 – 1 | Augusta |  |

| 25 settembre 1998, ore 19:30 CEST 9ª giornata | Kickers Offenbach | 2 – 1 | Bayern Monaco II |  |

| 3 ottobre 1998, ore 15:00 CEST 10ª giornata | Reutlingen | 3 – 2 | Kickers Offenbach |  |

| 11 ottobre 1998, ore 20:15 CEST 11ª giornata | Kickers Offenbach | 2 – 1 | Wehen |  |

| 17 ottobre 1998, ore 14:30 CEST 12ª giornata | Wacker Burghausen | 3 – 1 | Kickers Offenbach |  |

| 23 ottobre 1998, ore 19:30 CEST 13ª giornata | Kickers Offenbach | 3 – 3 | Schweinfurt 05 |  |

| 31 ottobre 1998, ore 14:30 CET 14ª giornata | Waldhof Mannheim | 1 – 2 | Kickers Offenbach |  |

| 8 novembre 1998, ore 18:00 CET 15ª giornata | Kickers Offenbach | 2 – 1 | Pfullendorf |  |

| 15 novembre 1998, ore 15:00 CET 16ª giornata | Stoccarda II | 2 – 2 | Kickers Offenbach |  |

| 22 novembre 1998, ore 18:00 CET 17ª giornata | Kickers Offenbach | 1 – 1 | Borussia Fulda |  |

#### Girone di ritorno
| 27 novembre 1998, ore 19:30 CET 18ª giornata | Kickers Offenbach | 4 – 1 | Monaco 1860 II |  |

| 23 marzo 1999, ore 19:00 CET 19ª giornata | Karlsruhe II | 2 – 3 | Kickers Offenbach |  |

| 25 febbraio 1999, ore 20:15 CET 20ª giornata | Kickers Offenbach | 2 – 1 | FSV Francoforte |  |

| 6 marzo 1999, ore 15:30 CET 21ª giornata | Weismain | 2 – 2 | Kickers Offenbach |  |

| 14 marzo 1999, ore 18:00 CET 22ª giornata | Kickers Offenbach | 0 – 0 | VfR Mannheim |  |

| 20 marzo 1999, ore 14:30 CET 23ª giornata | Neukirchen | 1 – 3 | Kickers Offenbach |  |

| 28 marzo 1999, ore 15:00 CET 24ª giornata | Kickers Offenbach | 5 – 0 | Ditzingen |  |

| 3 aprile 1999, ore 14:30 CEST 25ª giornata | Augusta | 1 – 1 | Kickers Offenbach |  |

| 11 aprile 1999, ore 15:00 CEST 26ª giornata | Bayern Monaco II | 1 – 3 | Kickers Offenbach |  |

| 18 aprile 1999, ore 20:15 CEST 27ª giornata | Kickers Offenbach | 1 – 2 | Reutlingen |  |

| 24 aprile 1999, ore 14:30 CEST 28ª giornata | Wehen | 2 – 1 | Kickers Offenbach |  |

| 30 aprile 1999, ore 19:30 CEST 29ª giornata | Kickers Offenbach | 2 – 2 | Wacker Burghausen |  |

| Arbitro: | Buchhart |

|                  |           |           |
| Simon 60’ (aut.) | Marcatori | 41’ Speth |

| Offenbach am Main 13 maggio 1999, ore 16:30 CEST 31ª giornata | Kickers Offenbach | 0 – 0 referto | Waldhof Mannheim | Stadion am Bieberer Berg (20 000 spett.)\| Arbitro: \| Kemmling \| |
| Arbitro:                                                      | Kemmling          |               |                  |                                                                    |

| Arbitro: | Ertl |

|             |           |                      |
| Dautovic 1’ | Marcatori | 59’ Incesu 66’ Stohn |

| Arbitro: | Perl |

|                                 |           |  |
| Simon 10’ Kolinger 52’ Roth 88’ | Marcatori |  |

| Arbitro: | Kammerer |

|  |           |                      |
|  | Marcatori | 13’ Vollmar 81’ Dama |

### Triangolare promozione
| 6 giugno 1999 1ª giornata |  | – turno di riposo |  |  |

| Arbitro: | Gettke |

|                             |           |                             |
| Papić 26’ (rig.) Berens 55’ | Marcatori | 47’ Janiak 49’, 60’ Thioune |

| Arbitro: | Fröhlich |

|             |           |                      |
| Claaßen 20’ | Marcatori | 51’ Vollmar 90’ Roth |

### Coppa di Germania
| Arbitro: | Schütz |

|  |           |             |
|  | Marcatori | 73’ Allievi |

## Statistiche

### Statistiche di squadra
| Competizione           | Punti | In casa | In casa | In casa | In casa | In casa | In casa | In trasferta | In trasferta | In trasferta | In trasferta | In trasferta | In trasferta | Totale | Totale | Totale | Totale | Totale | Totale | DR  |
| Competizione           | Punti | G       | V       | N       | P       | Gf      | Gs      | G            | V            | N            | P            | Gf           | Gs           | G      | V      | N      | P      | Gf     | Gs     | DR  |
| ---------------------- | ----- | ------- | ------- | ------- | ------- | ------- | ------- | ------------ | ------------ | ------------ | ------------ | ------------ | ------------ | ------ | ------ | ------ | ------ | ------ | ------ | --- |
| Regionalliga sud       | 68    | 17      | 10      | 6       | 1       | 37      | 16      | 17           | 9            | 5            | 3            | 34           | 22           | 34     | 19     | 11     | 4      | 71     | 38     | +33 |
| Triangolare promozione | -     | 1       | 1       | 0       | 0       | 2       | 0       | 1            | 1            | 0            | 0            | 2            | 1            | 2      | 2      | 0      | 0      | 4      | 1      | +3  |
| Coppa di Germania      | -     | 1       | 0       | 0       | 1       | 0       | 1       | 0            | 0            | 0            | 0            | 0            | 0            | 1      | 0      | 0      | 1      | 0      | 1      | -1  |
| Totale                 | 68    | 19      | 11      | 6       | 2       | 39      | 17      | 18           | 10           | 5            | 3            | 36           | 23           | 37     | 21     | 11     | 5      | 75     | 40     | +35 |

### Andamento in campionato
| Giornata  | 1 | 2 | 3 | 4 | 5 | 6 | 7 | 8 | 9 | 10 | 11 | 12 | 13 | 14 | 15 | 16 | 17 | 18 | 19 | 20 | 21 | 22 | 23 | 24 | 25 | 26 | 27 | 28 | 29 | 30 | 31 | 32 | 33 | 34 |
| --------- | - | - | - | - | - | - | - | - | - | -- | -- | -- | -- | -- | -- | -- | -- | -- | -- | -- | -- | -- | -- | -- | -- | -- | -- | -- | -- | -- | -- | -- | -- | -- |
| Luogo     | T | C | T | C | T | C | T | C | C | T  | C  | T  | C  | T  | C  | T  | C  | C  | T  | C  | T  | C  | T  | C  | T  | T  | C  | T  | C  | T  | C  | T  | C  | T  |
| Risultato | V | V | V | N | N | V | V | V | V | P  | V  | P  | N  | V  | V  | N  | N  | V  | V  | V  | N  | N  | V  | V  | N  | V  | P  | P  | N  | N  | N  | V  | V  | V  |
| Posizione | 3 | 2 | 1 | 1 | 2 | 2 | 1 | 1 | 1 | 2  | 1  | 2  | 2  | 1  | 1  | 1  | 1  | 1  | 1  | 1  | 1  | 1  | 1  | 1  | 2  | 2  | 2  | 2  | 2  | 2  | 2  | 2  | 2  | 2  |

Legenda:

Luogo: C = Casa; T = Trasferta. Risultato: V = Vittoria; N = Pareggio; P = Sconfitta.

### Statistiche dei giocatori
| Giocatore       | Regionalliga | Regionalliga | Regionalliga | Regionalliga | Triangolare | Triangolare | Triangolare | Triangolare | Coppa di Germania | Coppa di Germania | Coppa di Germania | Coppa di Germania | Totale   | Totale | Totale      | Totale     |
| Giocatore       | Presenze     | Reti         | Ammonizioni  | Espulsioni   | Presenze    | Reti        | Ammonizioni | Espulsioni  | Presenze          | Reti              | Ammonizioni       | Espulsioni        | Presenze | Reti   | Ammonizioni | Espulsioni |
| --------------- | ------------ | ------------ | ------------ | ------------ | ----------- | ----------- | ----------- | ----------- | ----------------- | ----------------- | ----------------- | ----------------- | -------- | ------ | ----------- | ---------- |
| A. Clauß        | 0            | 0            | 0            | 0            | 0           | 0           | 0           | 0           | 0                 | 0                 | 0                 | 0                 | 0        | 0      | 0           | 0          |
| P. Dama         | 6            | 1            | 1            | 0            | 2           | 0           | 1           | 0           | 0                 | 0                 | 0                 | 0                 | 8        | 1      | 2           | 0          |
| S. Dolzer       | 7            | 0            | 2            | 0            | 2           | 0           | 1           | 0           | 1                 | 0                 | 0                 | 0                 | 10       | 0      | 3           | 0          |
| S. Ertl         | 7            | 1            | 0            | 0            | 0           | 0           | 0           | 0           | 1                 | 0                 | 0                 | 0                 | 8        | 1      | 0           | 0          |
| K. Giersch      | 3            | 0            | 0            | 0            | 2           | 0           | 0           | 0           | 1                 | 0                 | 0                 | 0                 | 6        | 0      | 0           | 0          |
| B. Gramminger   | 2            | 0            | 0            | 0            | 0           | 0           | 0           | 0           | 1                 | 0                 | 0                 | 0                 | 3        | 0      | 0           | 0          |
| M. Hartmann     | 1            | 0            | 0            | 0            | 0           | 0           | 0           | 0           | 0                 | 0                 | 0                 | 0                 | 1        | 0      | 0           | 0          |
| N. Incesu       | 5            | 1            | 1            | 0            | 2           | 0           | 0           | 0           | 0                 | 0                 | 0                 | 0                 | 7        | 1      | 1           | 0          |
| F. Kastner      | 2            | 0            | 0            | 0            | 0           | 0           | 0           | 0           | 0                 | 0                 | 0                 | 0                 | 2        | 0      | 0           | 0          |
| R. Keffel       | 7            | 0            | 0            | 0            | 2           | 0           | 0           | 0           | 1                 | 0                 | 0                 | 0                 | 10       | 0      | 0           | 0          |
| S. Kessler      | 2            | 0            | 0            | 0            | 0           | 0           | 0           | 0           | 1                 | 0                 | 0                 | 0                 | 3        | 0      | 0           | 0          |
| D. Kolinger     | 7            | 1            | 0            | 1            | 2           | 0           | 0           | 0           | 1                 | 0                 | 1                 | 0                 | 10       | 1      | 1           | 1          |
| P. Koutsoliakos | 0            | 0            | 0            | 0            | 0           | 0           | 0           | 0           | 1                 | 0                 | 0                 | 0                 | 1        | 0      | 0           | 0          |
| M. Köpper       | 7            | 0            | 1            | 0            | 2           | 0           | 0           | 0           | 1                 | 0                 | 1                 | 0                 | 10       | 0      | 2           | 0          |
| D. Langen       | 0            | 0            | 0            | 0            | 0           | 0           | 0           | 0           | 0                 | 0                 | 0                 | 0                 | 0        | 0      | 0           | 0          |
| G. Maier        | 6            | 0            | 1            | 0            | 2           | 0           | 0           | 0           | 1                 | 0                 | 0                 | 0                 | 9        | 0      | 1           | 0          |
| L. Meyer        | 0            | 0            | 0            | 0            | 0           | 0           | 0           | 0           | 0                 | 0                 | 0                 | 0                 | 0        | 0      | 0           | 0          |
| T. Rohrbach     | 0            | 0            | 0            | 0            | 0           | 0           | 0           | 0           | 0                 | 0                 | 0                 | 0                 | 0        | 0      | 0           | 0          |
| D. Roth         | 1            | 0            | 0            | 0            | 2           | 0           | 0           | 0           | 0                 | 0                 | 0                 | 0                 | 3        | 0      | 0           | 0          |
| O. Roth         | 6            | 3            | 1            | 0            | 1           | 1           | 0           | 0           | 1                 | 0                 | 0                 | 0                 | 8        | 4      | 1           | 0          |
| H. Russ         | 2            | 1            | 0            | 0            | 0           | 0           | 0           | 0           | 1                 | 0                 | 0                 | 0                 | 3        | 1      | 0           | 0          |
| S. Simon        | 7            | 1            | 0            | 0            | 2           | 2           | 0           | 0           | 0                 | 0                 | 0                 | 0                 | 9        | 3      | 0           | 0          |
| O. Speth        | 7            | 1            | 3            | 0            | 2           | 0           | 0           | 0           | 1                 | 0                 | 0                 | 0                 | 10       | 1      | 3           | 0          |
| T. Stohn        | 4            | 1            | 0            | 0            | 2           | 0           | 0           | 0           | 0                 | 0                 | 0                 | 0                 | 6        | 1      | 0           | 0          |
| S. Taubmann     | 1            | 0            | 0            | 0            | 0           | 0           | 0           | 0           | 0                 | 0                 | 0                 | 0                 | 1        | 0      | 0           | 0          |
| D. Vollmar      | 4            | 1            | 1            | 0            | 2           | 1           | 0           | 0           | 1                 | 0                 | 0                 | 0                 | 7        | 2      | 1           | 0          |
| T. Winter       | 4            | 0            | 0            | 0            | 1           | 0           | 0           | 0           | 0                 | 0                 | 0                 | 0                 | 5        | 0      | 0           | 0          |